# Mart Saar-huismuseum
Het Mart Saar-huismuseum is een museumwoning in het Estse dorp Hüpassaare, gelegen nabij het Nationaal Park Soomaa. Het museum is gewijd aan de componist Mart Saar, die hier het grootste deel van zijn leven woonde en het meeste van zijn muziek componeerde.
Het museum wordt beheerd door het Viljandi-museum.

## Geschiedenis
Rond 1816–1817 verhuisde de overgrootvader van Mart Saar naar de omgeving van Hüpassaare, waar hij boswachter werd. In 1830 kreeg hij toestemming van de lokale landheer om bomen te kappen en gebouwen te plaatsen. Dit deed hij diep in de natuur, op de plek die later het dorp Hüpassaare zou worden. Hij bouwde ook de woning die later het museum zou worden.
Op 28 oktober 1963 overleed Mart Saar, waarna zijn weduwe, Magda Saar, op 24 november 1964 het gebouwencomplex schonk aan het museum in Viljandi. Tot aan haar dood in 1993 werd het museum onderhouden door Saars nicht Hilda Toomsalu die ook in het gebouw woonde.
Viljandi-museum · Mart Saar-museum